# Thyrogonia efulensis
Thyrogonia efulensis là một loài bướm đêm thuộc phân họ Arctiinae, họ Erebidae.